# Coupe du Bénin de football
La Coupe du Bénin de football a été créée en 1974.

## Palmarès
- 1974 : Étoile Sportive Porto-Novo
- de 1975 à 1977 : Non disputée
- 1978 : Requins de l'Atlantique FC
- 1979 : Buffles du Borgou
- 1980 : Non disputée
- 1981 : Requins de l'Atlantique FC
- 1982 : Buffles du Borgou 2-1 Université Nationale du Bénin
- 1983 : Requins de l'Atlantique FC
- 1984 : Dragons de l'Ouémé
- 1985 : Dragons de l'Ouémé
- 1986 : Dragons de l'Ouémé
- 1987 : Non disputée
- 1988 : Requins de l'Atlantique FC
- 1989 : Requins de l'Atlantique FC  3-0 ASMAP
- 1990 : Dragons de l'Ouémé
- 1991 : Mogas 90 FC
- 1992 : Mogas 90 FC 1-1 (tab 5-4) Dragons de l'Ouémé
- 1993 : Locomotive Cotonou 0-0 (tab 4-3) Postel Sport
- 1994 : Mogas 90 FC
- 1995 : Mogas 90 FC 2-1 Toffa FC
- 1996 : Université Nationale du Bénin 1-0 Requins de l'Atlantique FC
- 1997 : Énergie Sport FC  0-0 (tab 9-8) Entente Force Armée
- 1998 : Mogas 90 FC
- 1999 : Mogas 90 FC
- 2000 : Mogas 90 FC 1-0 Buffles du Borgou
- 2001 : Buffles du Borgou 1-0 Dragons de l'Ouémé
- 2002 : Jeunesse Sportive Pobè 0-0 1-1 (tab 4-3) Mogas 90 FC
- 2003 : Mogas 90 FC 1-0 ap Soleil FC
- 2004 : Mogas 90 FC 1-0 Requins de l'Atlantique FC
- 2005 : vainqueur inconnu
- 2006 : Dragons de l'Ouémé 0-0 2-0 Mogas 90 FC
- 2007 : Université Nationale du Bénin 2-0 AS Oussou Saka FC
- 2008 : ASPA Cotonou 1-0 Dadjè FC[1]

L'unique but de cette finale a été marqué par Sakibou Arouna à la 26e minute.
- 2009 : vainqueur inconnu
- 2010 : vainqueur inconnu
- 2011 : Dragons de l'Ouémé 2-1 Association Sportive Oussou Saka [3]
- 2012 : Mogas 90 FC 3-0 Dragons de l'Ouémé[4]
- 2013 : non disputée (Coupe de l'Indépendance jouée par des sélections régionales)[5]
- 2014 : AS Police 2-2 (tab 4-3) Ayema FC[6]
- De 2015 à 2018 : Non disputée
- 2019 : ESAE FC 2-1 ASPA Cotonou
- 2020 à 2025 : Non disputée

## Anecdotes
La finale de la Coupe du Bénin 2008 n'a pas été joué en 2008 mais en 2009 (le 15 mars au stade René Pleven de Cotonou).